# تاج العرب القيسية
تاج العرب بنت المسلم بن محمد بن غيلان القيسية محدثة سمع منها محمد الواني الجزء التاسع من حديث أبي طاهر محمد بن أحمد بن عبد الله بإجازتها من زين الأمناء بن أحمد بن محمد.